# Konus-Kauda-Syndrom
Ein Konus-Kauda-Syndrom (auch die "C-Schreibweise" ist gängig) ist ein Querschnittssyndrom, das eine  Kombination aus einem Konus-Syndrom und einem Kauda-Syndrom darstellt.

## Leitsymptome
Leitsymptome sind ein Ausfall der Sensibilität distal vom Segment L3, der von heftigen radikulären Schmerzen begleitet sein kann und eine schlaffe Lähmung der Beine (selten auch eine Spastik).

## Ursache
Ursächlich sind typischerweise raumfordernde Prozesse im Bereich der Lendenwirbelsäule, beispielsweise mediale Bandscheibenvorfälle oder tumoröse Raumforderungen.